# Huliyār
Huliyār är en ort i Indien.   Den ligger i distriktet Tumkur och delstaten Karnataka, i den södra delen av landet, 1 700 km söder om huvudstaden New Delhi. Huliyār ligger 710 meter över havet och antalet invånare är 12 267.
Terrängen runt Huliyār är platt. Runt Huliyār är det ganska tätbefolkat, med 207 invånare per kvadratkilometer. Det finns inga andra samhällen i närheten. Trakten runt Huliyār består till största delen av jordbruksmark.